# Houssam Eddine Hafdi
Houssam Eddine Hafdi  (en arabe : حسام الدين حافظي), né le 29 mars 1990 à Chelghoum Laïd dans la wilaya de Mila en Algérie, est un artiste algérien chaouie.

## Biographie
Natif de Chelghoum Laïd, il a d'abord étudié à l'école des Beaux-arts de Constantine et a été honoré major de promotion en 2016. Puis, il a été professeur d'arts plastiques à la sous-direction des activites culturelles scientifiques et sportives (DASCS), à l'université de Constantine 3,. Depuis le début de 2018, Il exerce l'art de la peinture plastique au sein de son atelier à Denain. Ses œuvres ont été exposées à Padoue en Italie, à Vilnius en Lituanie 2016, à Barcelone, en France, à Anvers en Belgique, à Rotterdam aux Pays-Bas en 2017.

## Influence
Ses recherches sur l'influence de l'art moderne par l'art africain, l'ont amené à s’inspirer de certains chefs-d’œuvre comme Les Demoiselles d'Avignon de Pablo Picasso, l'Autoportrait et Les Tournesols de Vincent van Gogh. Les références à ces grands chefs-d’œuvre de l'histoire de l'art, l'influence de l'expressionnisme, de l'art brut, les couleurs contemporaines et expressives, sont autant d'éléments à observer dans ses toiles.

## Expositions

### Individuelle
- 2016 : 3 expositions aux centre culturel Arts et Expressions à Les Carroz d'Arâches, France.
- 2017 : Centre culturel Arts et Expressions à Les Carroz d'Arâches, France.
- 2017 : Théâtre de poche de Béthune[4] France.
- 2017 : Centre culturel Odyssée à Valenciennes, France.
- 2018 : Office de tourisme porte de Hainaut, France.

### Collective
- 2016 : musée Mediolanum de Padoue en Italie
- 2017 : 2 expositions à l'hôtel de ville de Maracena (Grenade), Espagne
- 2017 : The Crown, Schiedam, Pays-Bas
- 2017 : EAT, Anvers, Belgique
- 2017 : Centre culturel de Montjuic Barcelone, Espagne.
- 2017 : Office de tourisme Camiers, Sainte-Cécile, France
- 2017 : Neutral-ism Musée Nereto, Italie.
- 2017 : Musee de San Benedetto delTorento, Italie.